# サクラメント
サクラメント（英: sacrament、羅: sacramentum）は、キリスト教において神の見えない恩寵を具体的に見える形で表すことである。それは様々な儀式の形で表されている。
ただし現在のキリスト教においては教派によってその指し示す内容、さらには日本語訳として用いられる表現も異なっている。例えば、カトリック教会では秘跡、聖公会では聖奠（せいてん）、プロテスタント教会では礼典、正教会では機密と呼ばれる。
ラテン語に由来するSacrament（サクラメント）は、西方教会では一般的な用語であるが、正教会ではギリシア語のμυστήριον（ミスティリオン）や、これを語源とする英語のMystery（ミステリー）などが用いられる。日本の正教会でももっぱらギリシア語からの直訳的な機密との呼称を用い、これを「サクラメント」と呼ぶ事はない。
他方、キリスト友会や救世軍のように、サクラメント自体を否認する教派も存在する。

## 歴史
新約聖書ではイエス・キリストの言行が神の国の隠れた神秘、すなわちギリシア語で秘儀を意味する「ミスティリオン（μυστήριον）」であり、特に十字架にかけられたイエス・キリスト自身がその最たるもの「原サクラメント」として捉えた。そこから、イエス・キリストが定めた儀式であるサクラメント、およびそれが行われる教会を通じて人間は神の恩寵を受けることになり、受けた人々を含めた教会共同体とイエス・キリストとの一致に至ると考えるようになった。

### 西方教会におけるサクラメントゥム
やがてローマに伝わったそれは、本来ラテン語において誠実さや忠実さを示すための誓い（忠誠の宣誓）という意味のある「サクラメントゥム（Sacramentum）」という言葉をもって訳され、キリスト教の用語として定着した。ただし、初期においてはラテン語における原義との混合から「隠された現実」「奥義」一般を広く指し、キリスト教における奥義全般に対してこの言葉を用いており、教父時代はその過渡期であった。
テルトゥリアヌスが洗礼をSacramentumと呼んだ最初のキリスト者であったとされる。これは洗礼がキリスト、およびその教えに対する忠誠の宣誓であったからと考えられている。アウグスティヌスはサクラメントを「聖なる事物のしるし」と定義して洗礼と結婚をサクラメントとしての性質を持つ儀式とした。インノケンティウス1世は聖体拝領（聖餐）の際のパンとぶどう酒、および聖別された油をもってサクラメントとした。サクラメントとは何かについては長い間諸説があり、サン・ヴィクトルのフーゴーのように30のサクラメントの存在を唱えた者もいた。だが、ペトルス・ロンバルドゥスの『神学命題集』が示した7つが、聖書における「7」が持つ特別な意味合いも重なってスコラ学派を中心に強く支持を受け、1274年の第2リヨン公会議において7つのサクラメント（すなわちカトリック教会の「秘跡」）が定まった。
だが、宗教改革においてプロテスタント諸派からは、こうした儀式の儀礼化が進み信仰が失われ、儀式を受ければ自動的に神の恩寵が受けられるとの誤った認識が各種の魔術や迷信、聖物売買などの現世利益利用や物象化を招いていると批判を受けた。プロテスタント諸派は、教会での儀式を通じて神の恩寵が媒介されるとするスコラ学的な考え方を否認して聖書において明確に存在したと言えるのは洗礼と聖餐の2つの「礼典」のみとしてサクラメントとしての他の儀式を廃止した。これに対してカトリック教会側はトリエント公会議（1545年-1563年）において「秘跡」の7つ全てが聖書に出典を求められるとする一方で、その形骸化に対する改革の必要性は認めた。また、1962年-1965年の第2バチカン公会議では「秘跡」を通じて歴史的でかつダイナミックな信仰共同体に人々が集うことの意義が強調された。

### 正教会における機密・ミスティリオン
正教会ではラテン語のサクラメントとの語彙はまず用いず、専ら「機密」と呼ぶ。
- ギリシア語: μυστήριον
- ロシア語: Таинство

ギリシア語のμυστήριον（ミスティリオン、機密・秘密）は、「覆う」「隠す」という意味の動詞myoを語源とする。聖師父達はミスティリオンの語義として、ハリストス（キリストのギリシア語読み）の藉身・救済・降誕・死・復活・生涯の出来事・信仰・教え・教義・奉事・祈り・教会の祭日・信經・要理等を含める解釈を示した。
現在の正教会は、7件の機密を認めている。そのうち、主なものは洗礼機密と聖体機密である。ただし以下の歴史的事例にみられるように、正教会では機密を7件に限定するのはローマ・カトリック教会・ラテン神学からの影響であると捉えており、機密を7件に限定的に捉える事に消極的である。この傾向は今日もなお続いている。

## 教派によるサクラメント・機密の数の違い
現在、（サクラメントを認めている）キリスト教各教派におけるその総数は大きく分けると2つと7つ、すなわち洗礼と聖餐（聖体）のみとする教派と、それ以外に5つ存在するという教派である。

### 西方教会

#### カトリック教会
カトリック教会では以下の7つを秘跡に数えている。
- 洗礼
- 堅信
- 聖体
- ゆるし
- 病者の塗油
- 叙階
- 結婚

#### 聖公会
聖公会においては、サクラメント（聖奠：せいてん）は、「救いに必要な、目に見えない霊の恵みの、目に見えるしるしまた保証であり、その恵みを受ける方法」とされる。
イエス・キリストが明らかに制定した聖奠は洗礼と聖餐（カトリック教会の「聖体」、正教会の「聖体機密」に相当）の2つであるとされる。
他に「堅信、聖職按手、聖婚、個人懺悔、病人の按手および塗油」の5つを、「聖霊の導きにより、教会のうちに行われてきた聖奠的諸式（せいてんてきしょしき）」と位置づけている。
聖奠的諸式は39箇条（聖公会大綱）においては"Those five commonly called Sacraments"（5つの一般的に聖奠と呼ばれているもの）として言及されているが、この「一般的に呼ばれている」という表現は5つの対象への軽蔑を示すものではなく、明らかにイエス・キリストが制定した洗礼および聖餐と他の5つを区別するためのものであり、聖公会は聖奠的諸式もキリスト教の一番早い時期から確かに行われてきたものであると考えている。

#### プロテスタント
これに対して、プロテスタントの殆どの教派は、洗礼と聖餐以外のものは新約聖書において、イエス・キリスト自身による制定が確認されないとして、この2つしか認めていない。

### 東方教会

#### 正教会
正教会ではカトリック教会と同様、以下の七件が機密として認められている。ただし、正教会においては前述の通り、機密を以下の七件に限定する事に消極的である。
聖体礼儀と聖体機密のように、機密が執行される奉神礼：礼儀（儀礼）と、機密のそれぞれに呼称がある。どの奉神礼：礼儀でどの機密が執行されるかが正教会において定められている。
| 機密     | 行われる礼儀・場面                                                                   |
| 洗礼機密 | 聖洗礼儀、および聖洗略式（洗礼を受ける者が重篤の場合に緊急に行われるもの：摂行洗礼） |
| 傅膏機密 | 聖洗礼儀                                                                             |
| 聖体機密 | 聖体礼儀。領聖は聖体礼儀中のみならず、病床にある病者が与る事もある。                 |
| 痛悔機密 | 告解礼儀                                                                             |
| 神品機密 | 聖体礼儀                                                                             |
| 婚配機密 | 戴冠礼儀                                                                             |
| 聖傅機密 | 聖傅礼儀                                                                             |